# The Voice Brasil
The Voice Brasil ist die brasilianische Version der Castingshow The Voice. Sie wird seit dem 23. September 2012 jeweils sonntags vor den Fußballspielen im Programm von TV Globo ausgestrahlt. Eine Woche später folgten die zum Rede Globo gehörenden Sender TV Globo Africa, TV Globo Oceania, TV Globo Europe und TV Globo Portugal. Die bisher sechs beendeten Staffeln fanden jeweils im Herbst des jeweiligen Jahres statt, das Finale wurde 2012 in der Woche vor Weihnachten, in den folgenden Jahren an den Weihnachtstagen ausgestrahlt. Die siebente Staffel begann am 17. Juli 2018.
Als Trainer und Juroren wirken Lulu Santos, Carlinhos Brown, Claudia Leitte und Daniel (2012–2014) bzw. Michel Teló (seit 2015) mit. Moderator der Sendung ist Tiago Leifert.
Zur Auswahl der Kandidaten werden Castings in acht brasilianischen Städten durchgeführt.

## Coaches
| Staffel | Coaches     | Coaches         | Coaches         | Coaches     | Coaches        |
| ------- | ----------- | --------------- | --------------- | ----------- | -------------- |
| 1       | Lulu Santos | Carlinhos Brown | Claudia Leitte  | Daniel      |                |
| 2       | Lulu Santos | Carlinhos Brown | Claudia Leitte  | Daniel      |                |
| 3       | Lulu Santos | Carlinhos Brown | Claudia Leitte  | Daniel      |                |
| 4       | Lulu Santos | Carlinhos Brown | Claudia Leitte  | Michel Teló |                |
| 5       | Lulu Santos | Carlinhos Brown | Claudia Leitte  | Michel Teló |                |
| 6       | Lulu Santos | Carlinhos Brown | Ivete Sangalo   | Michel Teló |                |
| 7       | Lulu Santos | Carlinhos Brown | Ivete Sangalo   | Michel Teló |                |
| 8       | Lulu Santos | Iza             | Ivete Sangalo   | Michel Teló |                |
| 9       | Lulu Santos | Iza             | Carlinhos Brown | Michel Teló |                |
| 10      | Lulu Santos | Iza             | Carlinhos Brown | Michel Teló | Claudia Leitte |
| 11      | Lulu Santos | Iza             | Gaby Amarantos  | Michel Teló |                |

## Übersicht
| Staffel | Premiere           | Finale             | Gewinner             | „Winning Coach“ |
| ------- | ------------------ | ------------------ | -------------------- | --------------- |
| 1       | 23. September 2012 | 16. Dezember 2012  | Ellen Oléria         | Carlinhos Brown |
| 2       | 3. Oktober 2013    | 26. Dezember 2013  | Sam Alves            | Claudia Leitte  |
| 3       | 18. September 2014 | 25. Dezember 2014  | Danilo Reis & Rafael | Lulu Santos     |
| 4       | 1. Oktober 2015    | 25. Dezember 2015  | Renato Vianna        | Michel Teló     |
| 5       | 5. Oktober 2016    | 29. Dezember 2016  | Mylena Jardim        | Michel Teló     |
| 6       | 21. September 2017 | 21. Dezember 2017  | Samantha Ayara       | Michel Teló     |
| 7       | 17. Juli 2018      | 27. September 2018 | Léo Pain             | Michel Teló     |
| 8       | 30. Juli 2019      | 3. Oktober 2019    | Tony Gordon          | Michel Teló     |
| 9       | 15. Oktober 2020   | 17. Dezember 2020  | Victor Alves         | Iza             |
| 10      | 26. Oktober 2021   | 23. Dezember 2021  | Giuliano Eriston     | Michel Teló     |
| 11      | 15. November 2022  | TBA                | TBA                  | TBA             |